# Fredsdomare
Fredsdomare finns i ett antal länder. De är i allmänhet tjänstemän utan juridisk utbildning med en begränsad makt inom ett lokalt område.
Ursprungligen kan man härleda begreppet till England där Justice of the Peace Act antogs 1361.

## Australien
I Australien är fredsdomare (Justice of the Peace) respekterade och viktiga i samhället. Vem som helst som är australisk medborgare, har fyllt 18 år, har god karaktär och är folkbokförd i en stat kan anmäla sig som aspirant. Det finns också mer kvalificerade fredsdomare. En sådan får inte ha blivit dömd för allvarligare brott under de senaste fem åren, vara dömd för rattfylleri, ha flera prickar i körkortet under de sista fyra åren eller vara försatt i konkurs.

## Spanien
I Spanien utses en fredsdomare (Juzgado de Paz) i de kommuner där det inte finns någon domstol i första instans. Fredsdomaren utses på fyra år. De är i allmänhet inte jurist. De kan avgöra enklare tvister och döma i enklare brottmål samt registrera födslar och giftermål och utfärda intyg motsvarande personbevis.

## England och Wales
De saknar formell utbildning men de bör ha intelligens, sunt förnuft, integritet och förmåga att handla rättvist (fairly). Tre Justice of the Peace kan tillsammans bilda en "magistrate’s court" dvs en lokal domstol som kan döma ut böter upp till 15 000 £.

## Övriga länder
Justice of the Peace (JP) finns i ett stort antal länder och städer såsom Belgien, Kanada, Hongkong, Indien, Irland, Jamaica, Malaysia, Singapore, Sri Lanka och vissa delstater i USA. De har det gemensamt att de kan döma i enklare civilmål och brottmål. De kan också utföra enklare administrativa göromål som att utfärda intyg och bevittna handlingar, samt fungera som vigselförrättare. I detta avseende liknar de Notarius Publicus. I Sachsen och i flera tyskspråkiga kantoner i Schweiz finns Friedensrichter(de).